# Tren de la Sierra de la Mantiqueira

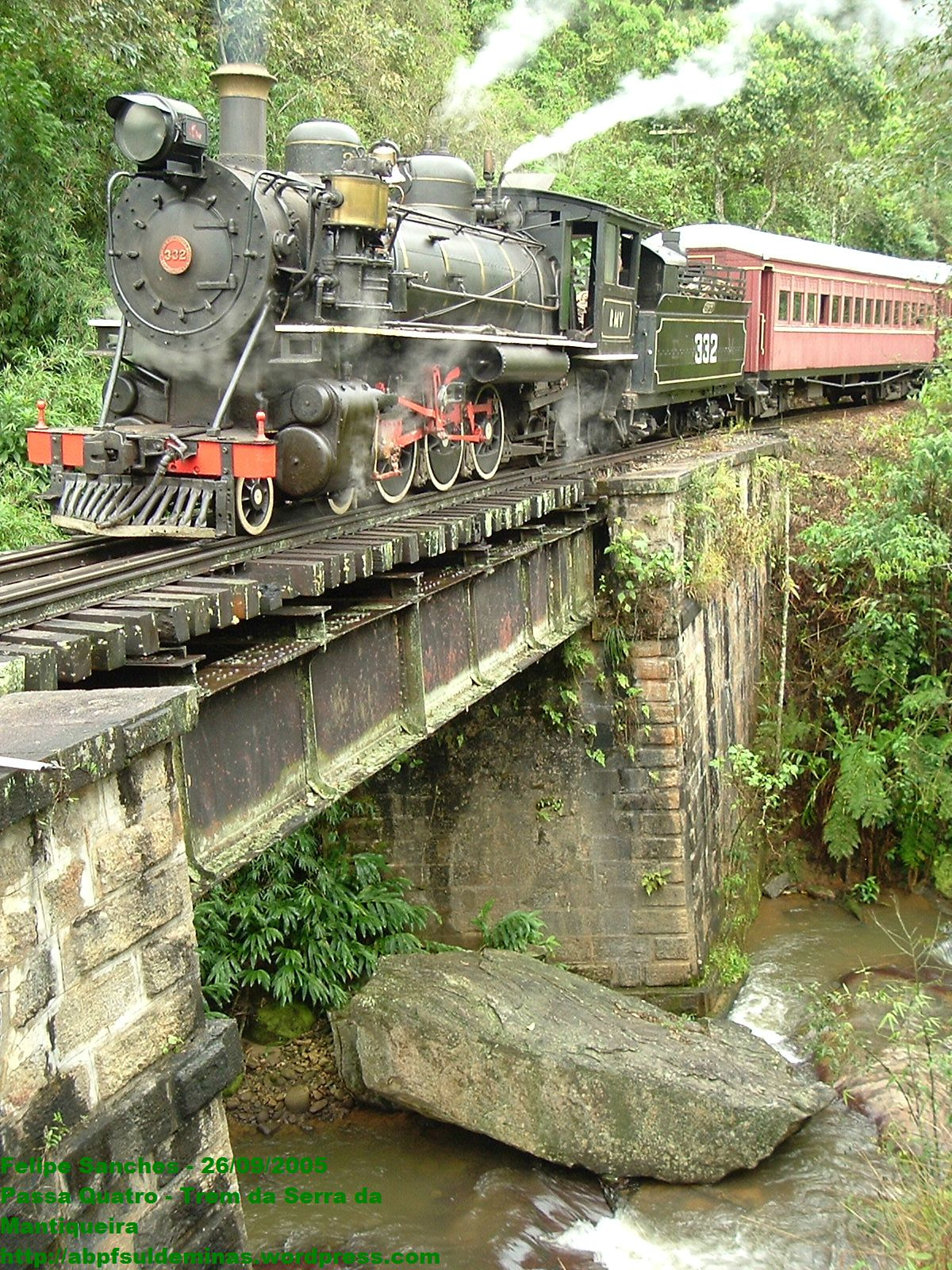
Tren de la Sierra pasando por el Puente Estrella, subiendo la sierra de la Mantiqueira

El Tren de la Sierra (o Tren de la Sierra de la Mantiqueira) es un tren de pasajeros operado por la ABPF (Regional Sur de Minas), el tren parte de la estación de Passa Quatro con destino a la estación Coronel Fulgêncio, en el alto de la Sierra de la Mantiqueira.
El tren normalmente funciona los fines de semana y festivos (confirmar en la estación los horarios). Los sábados el tren parte a las 10:00hs y 14:30hs, los domingos a las 10:00hs, pudiendo también ser programados viajes extras según la demanda.

## Circuito

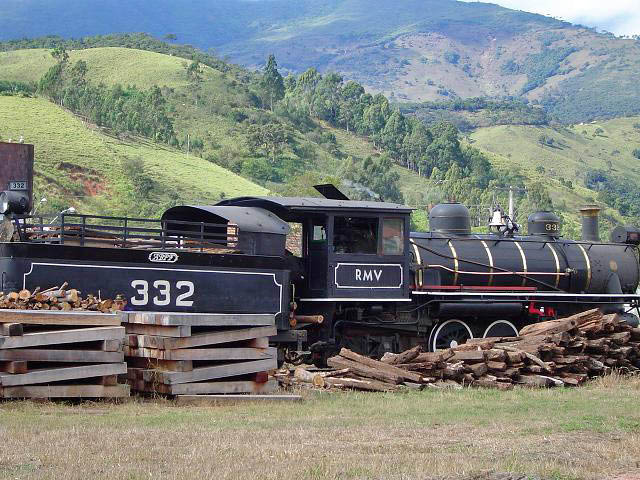
Locomotora 332 siendo abastecida en la estación de Passa Quatro.

El tren parte de la estación de Passa Quatro, que está en el km 34 de la antigua The Minas and Río Railway Company, siendo en la estación donde los pasajeros pueden visitar una exposición fotográfica en el recibidor de la estación al sonido de música típica regional.
Después de la partida, el tren se dirige a la estación Manacá, en el km 30 del ferrocarril, en esta estación es realizada una breve parada donde los turistas pueden visitar una feria de artesanía y dulces mientras la locomotora es preparada para subir a la sierra.
Partiendo de la estación Manacá el tren inicia la subida de la sierra, pasando por los rápidos del Manacá y el puente Estrella.
Llegando a la estación Coronel Fugêncio, km 25, cota 1085m, el tren realiza una nueva parada, los pasajeros pueden entonces conocer la exposición fotográfica de miniseries filmadas en el lugar, Mad Maria y JK - miniserie, ambas de la Red Globo; fotos de máquinas y vagones recuperados por la ABPF; y fotos de la Revolución Constitucionalista de 1932. También es ofrecido un paseo de cortesía al Túnel.
Después de las maniobras, el tren parte de vuelta a Passa Quatro, haciendo una breve parada en el puente Estrella para tomar fotografías.